# マルガリータヴィル
『マルガリータヴィル』（英：Margaritaville）は、アメリカのコメディ・セントラルのテレビアニメシリーズ『サウスパーク』の第184話（シーズン13第3話）である。イースタースペシャルとして2009年3月25日に放送された。監督と脚本はトレイ・パーカー。タイトルはジミー・バフェットの同名曲、及び彼の事業名に拠る。
内容は、サブプライムローン問題及びリーマン・ショックに端を発する当時の世界金融危機を題材に、風刺と解説的なものとなっている。カイルは経済を救うために起こす活動がイエス・キリストの救世主としての逸話に擬えて描かれる。並行してスタンは父ランディが購入したマルガリータ製造機「マルガリータヴィル（Margaritaville）」の返金を求めて金融ローンに関わる者たちに会いに行く話が挿入される。
Nielsen Media Researchによると、このエピソードは本放送中に277万世帯で見られ、その週のコメディセントラルで最も注目された作品となった。テレビ批評家からは一般的に好意的なレビューを受け、2009年のエミー賞において1時間未満のアニメーション作品において受賞を果たした。2010年3月16日に第13シーズンの他のエピソードと共にDVDとブルーレイでリリースされた。

## あらすじ
ランディは教育の一環として100ドルを貰ったスタンに投資口座への貯金を勧める。ところが、投資窓口の男は、お金を預けた瞬間に（投機の失敗で）消えたと言い、次に年金を預けにきた老婆にも同様にすぐに消えたという。ランディが抗議すると、窓口の男は仕方がないことだと言ってのける。大不況がサウスパークにも迫り、銀行の倒産が相次ぎ、町の住人達の貯金もすべて消え失せていた。マーシュ家も倹約のため質素な食事を行うこととなり、スタンは何故不況になったのかとランディに問う。ランディは、自分の収入以上の物をローンなどで買う貧乏人のせいだといい、それらが返せなくなった結果として信用不安を引き起こし、不況になったという。しかし説明をするランディは高価なマルガリータのミキサー「マルガリータヴィル」を分割払いで購入して気に入っており、スタンに不快感を与える。
町が混乱する中、様々な人間がウォール街のせいなどとこの不況について演説を行う（この時、カートマンはユダヤ人のせいにする）。その中でランディはシーツを身体に巻いて、そもそも際限のない自分達の物欲が原因だといい、物を買わない生活が重要だと説く。そのためには服ではなくシーツを身体に巻き、車の代わりにラマに乗るべきだなどと自然回帰的な主張をし始め、これが住民達に支持される。その結果、サウスパークの住民達はシーツやカーテンを身体に巻き、ラマなどで生活する、傍目には紀元前のガリラヤ（あるいはローマ）のような生活を始め、ランディは指導者的な存在となる。
サウスパークの子供達は玩具ではなくリスで遊ぶように言いつけられ退屈な日々を送っていた。そこでカイルはランディの教えは誤っていると説き、経済を良くするためにはむしろ、もっと消費しなければならないと主張する。一方、ランディらは評議会を結成し、非買の教えが徹底できているか監視するようになっていた。モールで買い物する人間がいないかの監視など、前近代的な行政をし始めた中で、自分達の主張に反するカイルのことを知らされるが、しょせんユダヤ人1人に何ができるとし、無視することを決める。後日、買い物がバレたギャリソンは町の住人達に問い詰められ、リスを投げつけられていた。カイルは彼らの前に出ると誰にでも無駄な物を衝動買いしてしまうことはあると説き、「この中で無駄な買い物をしたことがない者のみリスを投げよ」と言う。皆が反省する中、1人はギャリソンにリスを投げつける。
大衆の前に立って消費の重要性を説く日々を送るカイルは念願だったアメリカン・エキスプレスのプラチナカードを手に入れ、説法に力を入れる。既に聴衆は遠くまで広がっており、カイルは多くの支持者を得ていた。これを知ったランディら評議会は何か手を打とうとするも、カイルを始末する大義名分はなく途方に暮れる。そこにカートマンが現れ、GTAのチャイナタウン・ウォーズと引き換えにカイルを始末することを引き受ける。カイルは自分たちを支持してくれる友人たちとピザ屋に出かけ（このシーンはダ・ヴィンチの最後の晩餐を想起させる）、彼は友人たちにこの中の1人が自分を裏切るのでもはやこのように集まることはできないと嘆く。
翌日、カイルは小高い丘の上でクレジットカード決済機を備えたテーブルを用意し、住人たちの負債をプラチナカードで肩代わりしていく。カイルの母親は残りの一生借金が残ってしまうので止めてほしいと嘆願するが、カイルは町のみんなを救済したいとこれを振り切る。すべての肩代わりが終わった後、カイルは倒れ、住人たちはあたかも死体を運ぶように彼をベッドで運ぶ。
経済はすぐに好転し、商店街や商店が再びオープンし始め、もはや借金のない住人たちは再び商品の購入を始める。そしてランディはサルサを注ぐ新たなマルガリータヴィルを購入している。一方、ニュースではオバマ大統領が自分の政策の誤りを認め、また、カイルの活躍が経済を好転させたことを認めて、これを聞いていたカイルを驚かせる。

### スタンのサブストーリー
本作は倹約の重要性を説きながら高価なマルガリータ製造機を購入していた父・ランディに愛想を尽かし、機械を返品しようとするがローン問題によって悪戦苦闘することになるスタンのサブストーリーが並行展開される。
スタンはマルガリータ製造機の返金を求めてランディが商品を購入した店を訪れる。しかし、店主は購入方法がカードの分割払いであるため、自分は返金に応じることができないと言い、販売元なら返金に応じられるかもしれないと答える。そこで重い機械を再び背負うとスタンは販売元の会社を訪れる。ところが担当社員は、分割払いの権利は同様のローンを1つにまとめて証券会社に売ってしまったため、自分達では返金に応じられないという。イラつくスタンに対し、社員はウォール街なら返金に応じられるかもしれないと答える。再度、重い機械を背負いニューヨーク証券取引所にやってきたスタンであったが、証券マンはミキサーのローンの権利は既に政府が買い上げており、自分達では返金に応じられず、財務省に行って欲しいという。スタンは怒りを抑えて、財務省へと向かう。
スタンがやっとの思いで財務省に着くと役人達はチャート次第で返すことが可能だと答える。チャートという言葉に疑問を挟むスタンを置いて役人達はチャートを確認すると言って建物の中に入り、しばらく経つと血まみれになって現れ、スタンに90兆ドルを返すという。あまりの展開に呆然とするスタンは、さすがにおかしいと抗議し、役人たちとチャートを確認することになる。建物内ではちょうど倒産した保険会社を政府としてどうすべきかが議題に上がっていたが、何故か役人達は生きたニワトリを取り出す。そして彼らはニワトリの首を切ると、ルーレット盤のようなエリアにそれを放し、首を斬られたニワトリは暴れまわった末に「救済」と書かれたマスに倒れる。その瞬間、議長は「保険会社を救済する！」と宣言する。馬鹿馬鹿しくなったスタンはルーレット版にミキサーを投げ込み、ミキサーは壊れる。

## 製作

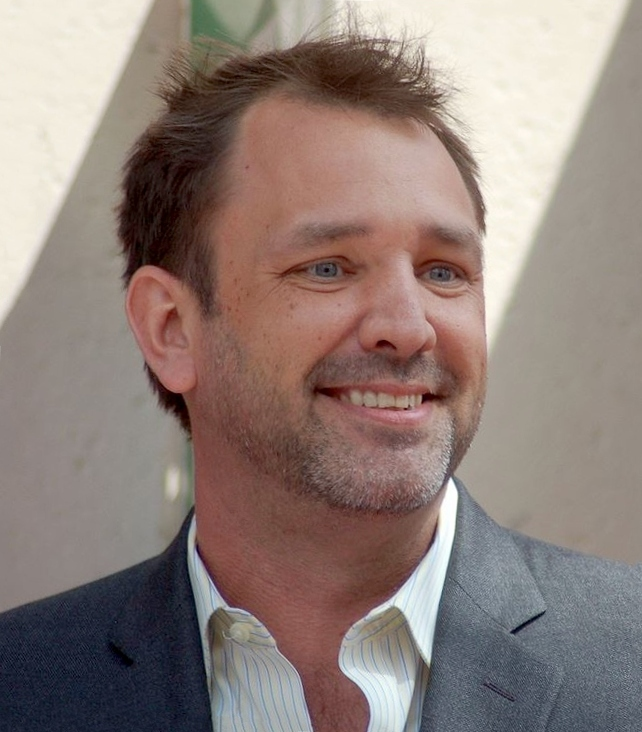
このエピソードの監督・脚本を務めたサウスパークの共同制作者であるトレイ・パーカー

この回の脚本と監督は、サウスパークの共同制作者であるトレイ・パーカーが担当した。初回はコメディ・セントラルにてアメリカで2009年3月25日に放送された。共同制作者のマット・ストーンは、世界的不況を題材としたエピソードを長い間計画していたと述べ、第13シーズンを経済についてのエピソードか、当時人気が高まっていた少年バンドであるジョナス・ブラザーズを嘲笑するエピソードで始めるかを議論したという。ストーンは、シーズン開幕作は、当時の最大のニュースであった経済に焦点を当てるべきだと主張したが、パーカーは脚本の作成にいつもより時間がかかることと、また、ジョナス・ブラザーズは面白いシーズン開幕になると返した。ストーンは最終的に同意し、後にその決定が正しかったことを認めた。エピソードが放送される数週間前のインタビューにおいてストーンは「それは私たちが正しくしたい大きなものの1つです。私たちはどのような社会的論評を作り、それを正しくしたいのかについて明らかにする」と述べていた。
当初の構想では経済関連のエピソードとして、カートマンが「クーン」という名のスーパーヒーローとなり不況と戦うというものであった。最終的にカートマンはシンガー・ソングライターであるジミー・バフェットのマルガリータ製造機の売却に起因する不況を発見し、ジミー・バフェットと、投資家のウォーレン・バフェットと戦うことになるというものであった。この構想は破棄され、スーパーヒーローの要素は前話の『The Coon』に組み込まれることとなった。『The Coon』の冒頭でカートマンが貧困国家の経済状況とバラク・オバマの選挙について議論する場面は、この初期案の名残である。一方でマルガリータ製造機などのアイデアは本作に組み込まれた。
製作チームは、他のほとんどのエピソードと同じく放送日の1週間以内に製作を開始したが、脚本は放送日の前日である3月24日遅くまで終わらなかった。本作は経済状況の悪化について各々が原因について話す中、最後にローブを着て経済について説教するランディが登場する70秒のシングルショットを特徴としている。これはそれまでのサウスパークの中で最長のショットであったが、シーズン後半の『Dances with Smurfs』にて朝の読書中にサウスパークの小学生が殺害される86秒のシングルショットに更新された。

## テーマ
このエピソードは放送当時の世界的大不況及びアメリカの経済政策についての風刺と解説を主題としている。パーカーとストーンは経済が実体なきモノとみなしていたが、それがどのように機能しているかを考え、宗教の信仰に似ていると感じた。2人は宗教やキリスト教の歴史に精通していないために脚本を書くのが難しく、プロデューサーのAnne Garefinoの協力が不可欠であった。本作の経済要素に関しては、経済学者であったストーンの父から助言を受けた。特にスタンがマルガリータ製造機を銀行に売却する際に、有価証券と組み合わされローンがどのように購入されたかの説明がなされる場面は、ストーンの父から特別な支援を必要とした。パーカーは理解が非常に難しかったと述べ、初回放送の前夜まで脚本に取り組んでいたという。
マルガリータ製造機自体は消費主義と、アメリカ人が不要な贅沢品を買う傾向のメタファーとして機能している。ストーンは「単に『嗚呼、ウォール街の人間が私達の金を持っていく！』というようなエピソードを作りたくなかった。これは私達全員で滅茶苦茶にしたものの1つであり、何が起こっているか知る者は誰もおらず、クソみたいなマルガリータヴィルを買うのと関係がある」と延べている。マルガリータヴィルは住宅バブルの隠喩にもなっている。実際にストーンはマルガリータヴィルを所有しており、「本当に単なるブレンダーだからかなり馬鹿げている」と延べている。

## パロディのネタ元
タイトルは作中に登場するジミー・バフェットのマルガリータ製造機「Margaritaville」に由来し、住宅バブルの隠喩にも機能している（貧乏人が無理に不要な贅沢品を買うこと）。また、この名前は1977年に発表されたバフェットの代表曲のタイトルでもある In "Margaritaville", Kyle is portrayed as a Jesus-like savior who makes a tremendous sacrifice to save the economy.。
この回ではカイルは経済を救うために、多大な犠牲を払った救世主イエス・キリストに擬えて描かれる。例えば彼が自分の考えを支持してくれる友人たちと過ごす夕食は最後の晩餐のパロディであり、レオナルド・ダ・ヴィンチの『最後の晩餐』の構図をとる。また、カートマンはイエスを裏切った弟子・イスカリオテのユダの役割を演じており、ダ・ヴィンチの『最後の晩餐』の構図の上でもユダが描かれた位置に描写される。最終的にカイルは小高い丘の上でアメリカン・エキスプレスのプラチナカードを用いてサウスパークの住民全員の借金を肩代わりし（すなわち原罪を贖う）、人々を救済する。
作中でカートマンはニンテンドーDS用ソフトとして近日発売予定の『グランド・セフト・オート・チャイナタウンウォーズ』を欲しがる。これは放送日直後の3月17日に北米でリリースされた。ゲーム開発元のRockstar Gamesは、テレビゲームニュースを扱うブログ「Kotaku」にて、扱われたことに好意的なコメントを寄せると共に、登場することは前もっては知らされていなかったと答えている。

## 評価
パーカーとストーンは本作の最終的な出来栄えには満足できなかったという。アイデア自体は良いと感じたが、経済問題を含むメインストーリーと、スタンが返金を求めるサブストーリーが最終的に紐付いていない点に課題があった。アメリカでの本放送では277万世帯で視聴され、Nielsen Media Researchによればコメディセントラルの番組で最も視聴された作品になった。このエピソードは一般にテレビ批評家から肯定的な評価を受けた。Entertainment WeeklyのKen Tuckerは、「このエピソードはオバマ大統領の経済の立て直し計画を搦手で想像できるものだった。あるいはそれを萎縮させ解体するものだった。いつものようにサウスパークはその2つを行った」。またTuckerは、カートマンが不況の原因としてユダヤ人を批判したことにも言及した。「その多くの功績の中で、サウスパークは長年にわたって反ユダヤ主義を容赦ない嘲りにさらしている。これはある種の人道的賞に値する」。
金融ライターのRoger Nusbaumは、このエピソードは「ユーモラス」であるだけでなく、不況の適切な分析を明らかにしたと述べている。彼はランディが生活に必要最低限な物の中にマルガリータ製造機を含めたことを特に称賛した。Nusbaumは、ほとんどの人は経済の窮状について話し合っても、不必要なものに気づかないほど多額の出費をする傾向があると指摘する。TV Squadの Brad Trechakは本エピソードを今シーズンのハイライトと評した。KotakuのMike Faheyは、このエピソードには「巧妙な小さな陰謀」があると語った。BloggingStocksのZac Bissonnetteはこのエピソードについて次のように語っている。「すでに公開済みの他のウォール街批判の作品ほどに厳しいものではないが、絶対に見る価値がある」。If誌のCarlos Delgadoは、本作には経済の意思決定を鶏の首切りルーレットで決める場面など素晴らしいシーンが含まれていると述べたが、しかし『The Ring』のような以前のエピソードほど強く感じなかったという。Delgadoは「たぶん現在の経済状況はあまりにも落ち込み、マルガリータヴィルはよくできた作品だと感心するものの、2分ごとに笑えたわけではない」。
2016年には本作が学術誌『Religions』でも扱われた。
冒頭の投資窓口での「はい、〇〇は無くなった」と言われるシーンは人気のあるインターネットミームとなった。

## エミー賞
パーカーとストーンは、年配者からの肯定的な反響を多く受けたために、本作をエミー賞に出展することを決めた。エミー賞の選考員はほぼ年配者であるため、本作が勝つチャンスが最も高いと判断していた。ストーンは「これを見た選考員は、番組が知的なものだと勘違いして票を投じてくれるかもしれない」と冗談を述べていた。本作は最終的に1時間未満の優れたアニメーション作品として2009年のエミー賞を受賞した。